# Такахіра Сіндзі
Такахіра Сіндзі  (яп. 高平 慎士, 18 липня 1984) — японський легкоатлет, олімпійський медаліст.

## Виступи на Олімпіадах
| Олімпіада  | Дисципліна              | Місце     |
| ---------- | ----------------------- | --------- |
| Афіни 2004 | біг на 200 метрів       | 6 h7 r1/4 |
| Афіни 2004 | естафета 4 x 100 метрів | 4         |
| Пекін 2008 | біг на 200 метрів       | 7 h2 r2/4 |
| Пекін 2008 | естафета 4 x 100 метрів | 3         |